# Richard Langhorne
Pour les articles homonymes, voir Langhorne.
Richard Langhorne (1627 – 14 juillet 1679) est un avocat anglais, suspecté de complot contre le roi Charles II, incarcéré sur ordre de ce dernier et martyrisé. 

## Biographie
Né dans le Hertfordshire, Richard Langhorne était catholique. Marié, deux de ses fils deviendront prêtre, il exerce le métier d'avocat. Sa religion était connue de tous tout comme sa renommée. Sa vie connait un premier tournant lorsque suivant le grand incendie de Londres de 1666 il est brièvement arrêté mais rapidement relâché, la rumeur voulait que des catholiques en étaient responsable. En 1678, il est à nouveau arrêté. Cette fois-ci, on le soupçonne d'être membre d'un complot visant à l'assassinat du roi. Il lui est en fait reproché d'avoir défendu 3 jésuites et un bénédictin accusés faussement de ce complot. Il est incarcéré dans la prison de Newgate. Son procès débute le 14 juin 1679. Malgré l'absence de preuves de sa culpabilité, il est condamné pour haute trahison. Un mois plus tard, il est exécuté à la prison de Tyburn.

## Vénération
Richard Langhorne fait partie des 107 martyrs anglais et gallois béatifiés par le pape Pie XI en 1929. Il est fêté le 4 mai avec les 106 autres martyrs béatifiés avec lui et le 14 juillet individuellement.